# Lemanea
Lemanea (Lemanea Bory) – rodzaj krasnorostu z rodziny Lemaneaceae. Rośliny te mają plechy w postaci widocznych gołym okiem nici.

## Morfologia

### Pokrój
Plecha gametofitu nitkowata, o niciach długości od 1-40 cm i szerokości 0,2-2,0 mm. Twarda, przypominająca chrząstkę. Krzaczkowata i przytwierdzona do podłoża. Na niciach co kilka milimetrów znajdują się kolankowate zgrubienia. Plecha stadium szantransji nitkowata i rozgałęziona.
Barwa młodych osobników zielona – od wpadającej w niebieskawą po oliwkową. Z wiekiem staje się rdzawa do czarnej.
Spermatangia (gametangia męskie) wyglądają jak żółtawe plamy, nie tworzą pierścieni. W pobliżu nich kiełkują karposporofity. Są one nieduże, mniej więcej kuliste, złożone z nici i umieszczone wewnątrz plechy tak, ze jedynie cienki włostek wystaje z zewnętrznej warstwy plechy. W centralnej jamie karposporofitów tworzą się duże karpospory.

### Anatomia
Plecha gametofitu zbudowana jest z dwóch warstw komórek – rdzenia i okorowania. Warstwy te mogą do siebie nie przylegać. Okorowanie nie tworzy jednak włókien wokół rdzenia. Komórki tworzą pseudoparenchymę. W wewnętrznej części okorowania obecne duże komórki promieniste rozgałęziające się na kształt litery Y, T lub L i przyczepiające się do zewnętrznej warstwy. Chloroplasty występują po kilka tylko w komórkach położonych w zewnętrznej warstwie. Dyskowate. W komórkach rdzenia brak chloroplastów, obecne natomiast wakuole.
Plecha szantransji jest jednowarstwowa. 
Wśród metabolitów są substancje takie jak florydozyd, trehaloza, sacharoza i mannitol. Karpogonia są bogate w skrobię. 

## Ekologia

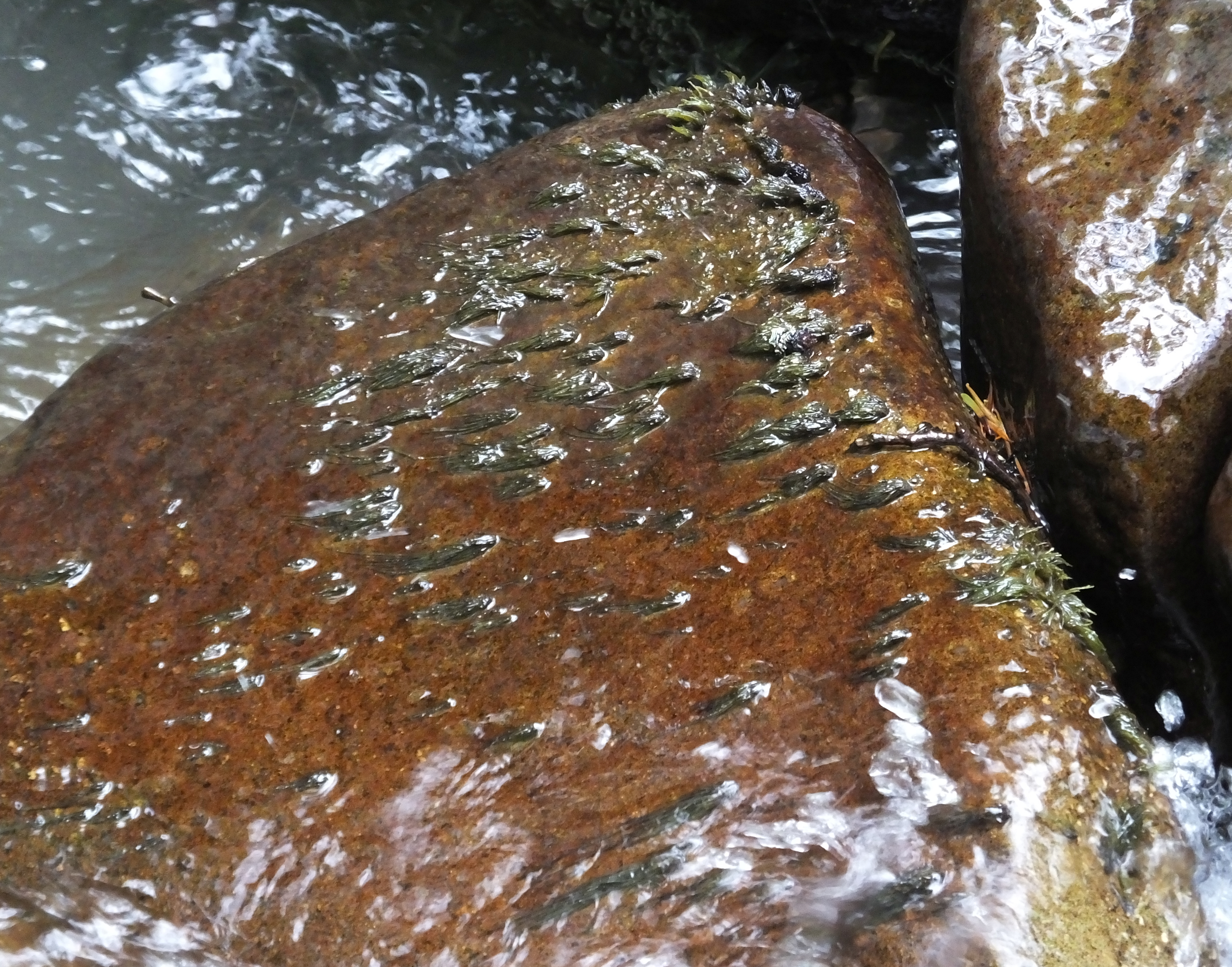
Lemanea na okresowo odsłanianym kamieniu w górskiej strudze (Leśnianka)

### Występowanie i siedlisko
Rodzaj rozpowszechniony głównie w rzekach strefy umiarkowanej i borealnej. Także w górach. Reofilny – osobniki znoszą prąd wody, przyczepiając się do kamieni. Rośliny z tego rodzaju nie asymilują HCO3-, jednak mają mechanizmy ułatwiające pobieranie i transport gazowego CO2. Często w wodach o niskiej trofii. Szantransje niektórych gatunków preferują wody chłodne.
W Polsce w XX wieku odnotowano występowanie następujących gatunków: L. catenata (obecnie Paralemanea catenata), L. ciliata, L. fluviatilis (w największej liczbie zbiorów), L. nodosa (obecnie Paralemanea catenata), L. subtilis, L. sudetica i L. torulosa (obecnie Paralemanea torulosa). 

### Interakcje międzygatunkowe
Plechy lemanei rzadko są pokarmem wodnych bezkręgowców, m.in. larw chruścików z rodzaju Dibusa, które mogą je wykorzystywać również do budowy domków.

## Cykl życiowy
Lemanea, jak inne krasnorosty, przechodzi przemianę pokoleń. W cyklu występuje jedno pokolenie haploidalnego gametofitu (zwykle opisywane jako właściwy osobnik lemanei) i dwa pokolenia diploidalnych sporofitów – karposporofit i szantransja (pseudoszantransja).
Spermacja są uwalniane przez szczelinę w ścianie komórkowej. Gamety żeńskie – karpogonia – są w zasadzie tożsame z lęgnią. Niewielkie, kuliste karpoposporofity kiełkują wewnątrz plechy gametofitu. Karpospory są uwalniane po zniszczeniu plechy. Kiełkują z nich szantransje. Z szantransji po podziale mejotycznym kiełkują gametofity.
Przez wiele lat dokładny cykl życiowy lemanei i pokrewnych rodzajów nie był znany. Nieporozumienia wynikały między innymi z faktu, że po mejozie u szantransji (lub pseudoszantransji) tylko jedna komórka (mejospora) daje początek nowemu osobnikowi, a pozostałe degenerują, co jest nietypowe u glonów. Ponadto mejospora nie jest uwalniana, lecz kiełkuje na roślinie macierzystej. Dopiero na przełomie lat 60. i 70. XX w. udowodniono, że jądra gametofitów Batrachospermum i Lemanea zawierają połowę DNA jąder osobników z rzekomego rodzaju Pesudochantransia.

## Systematyka i zmienność
Rodzaj Lemanea na początku XIX w. wyodrębnił Jean-Baptiste Bory de Saint-Vincent. Wcześniej botanicy glony te opisywali jako gatunki z rodzajów Conferva (obecnie niewyróżniany) oraz Chantransia. Bory wyróżnił następujące gatunki L. incurvata, L. corallina, L. fuccina, L. sertularina, L. dillenii, L. batrachospermosa setacea (L. batrachosperma α) i L. batrachospermosa capillina (L. batrachosperma β). Gatunkiem typowym została Lemanea corallina, ale ponieważ wcześniej Karol Linneusz opisał ją jako Conferva fluviatilis, to ta nazwa stała się bazonimem, a gatunek typowy przemianowano na Lemanea fluviatilis. Czasem w publikacjach podawano również pisownię Lemania.
W dawnych systemach (np. systemie Englera) rodzaj Lemanea umieszczany był z rodziną Lemaneaceae w rzędzie Nemalionales. Obecnie natomiast rodzina ta umieszczana jest w rzędzie Batrachospermales. 
W drugiej połowie XIX wieku Simon Sirodot doszedł do wniosku, że ówcześnie ujmowany rodzaj Lemanea można podzielić na dwa rodzaje: Lemanea z osiowym okorowaniem w postaci włókien i nowy Sacheria – bez takiego okorowania. Sacheria była przez kolejnych fykologów uważana za podrodzaj siostrzany wobec podrodzaju Eulemanea. Ten ostatni został następnie przemianowany na Paralemanea, gdyż gatunek typowy rodzaju Lemanea (wówczas pod nazwą Lemanea corallina) nie ma osiowego okorowania. Kolejne badania anatomiczne wykazały, że rodzaj Lemanea odróżnia się od Paralemanea nie tylko wewnętrzną budową rdzenia z włóknistym okorowaniem lub bez niego, ale też położeniem spermatangiów. Do podniesionego w 1992 roku do rangi rodzaju Paralemanea przeniesiono zatem takie gatunki, jak dawna L. annulata, L. catenata, L. mexicana czy L. nodosa.
Rozwój filogenetyki molekularnej sprawia, że dotychczasowa systematyka oparta głównie na morfologii i anatomii jest podważana. Według tych badań rodzaj Lemanea należy do kladu obejmującego m.in. przedstawicieli rodzajów Batrachospermum, Nothocladus, Paralemanea, Petrohua, Psilosiphon, Sirodotia i Tuomeya. Wymagałoby to uznania, że rodziny takie jak Lemaneaceae powinny być utożsamione z rodziną Batrachospermaceae, co uczyniłoby rząd Batrachospermales monotypowym. 
W zależności od ujęcia systematycznego wyróżnia się w obrębie rodzaju od kilkunastu do kilkudziesięciu gatunków.  W systemie serwisu AlgaeBase oprócz wyżej wymienionych jako zweryfikowane latem 2016 r. określono następujące gatunki (pozostałe występujące w publikacjach są albo uznane za synonimy innych lub jeszcze niezweryfikowane):
- Lemanea borealis Atkinson
- Lemanea ciliata (Sirodot) De Toni
- Lemanea condensata Israelson
- Lemanea crassa S.L.Xie & Z.X.Shi
- Lemanea deamii J.L.Blum
- Lemanea fluviatilis (Linnaeus) C.Agardh
- Lemanea fucina Bory
  - Lemanea fucina var. parva M.L.Vis & R.G.Sheath
- Lemanea hispanica Budde
- Lemanea mamillosa Kützing
- Lemanea manipurensis E.K.Ganesan, J.A.West, Zuccarello & J.Rout
- Lemanea ramosa S.L.Xie & Z.X.Shi
- Lemanea rigida (Sirodot) De Toni
- Lemanea sertularina Bory
- Lemanea simplex C.-C.Jao
- Lemanea sinica C.-C.Jao
- Lemanea subtilis C.Agardh
- Lemanea sudetica Kützing
- Lemanea thiryana Wartmann

## Zastosowanie
Lemanea pod nazwą nungham ('włosy kamieni') bywa spożywana w Indiach.
Ze względu na wymagania środowiskowe występujący w Polsce przedstawiciele tego rodzaju brani są pod uwagę przy wyznaczaniu Makrofitowego Indeksu Rzecznego, przyjmując wartości W=9 (oznaczającą preferencję wód silnie oligotroficznych) i L=2 (oznaczającą przeciętny zakres tolerancji ekologicznej).